# Michaił Grigorienko
Michaił Olegowicz Grigorienko, ros. Михаил Олегович Григоренко (ur. 16 maja 1994 w Chabarowsku) – rosyjski hokeista, reprezentant Rosji, dwukrotny olimpijczyk.
Jego brat Jurij (ur. 1986) także został hokeistą.

## Kariera klubowa
- Krasnaja Armija Moskwa (2010-2011)
- Quebec Remparts (2011-2013)
- Buffalo Sabres (2013-2015)
  -  Rochester Americans (2013-2015)
- Colorado Avalanche (2015-2017)
- CSKA Moskwa (2017-2020)
- Columbus Blue Jackets (2020-2021)
- CSKA Moskwa (2021-2024)
- SKA Sankt Petersburg (2024-2025)
- Traktor Czelabińsk (2025-)

Wychowanek CSKA Moskwa. W sezonie 2010/2011 występował w juniorskiej drużynie tego klubu – Krasnaja Armija Moskwa – występującej w rozgrywkach Młodzieżowej Hokejowej Ligi, zdobywając z nią mistrzostwo rozgrywek. W 2011 roku został wybrany w KHL Junior Draft z numerem 8 przez CSKA Moskwa. W 2011 roku w KHL Junior Draft 2011 został wybrany przez CSKA Moskwa z numerem 8 w pierwszej rundzie. Następnie wyjechał do Kanady i występował w drużynie Quebec Remparts w juniorskich rozgrywkach QMJHL. W drafcie NHL z 2012 został wybrany przez Buffalo Sabres numerem 12 w pierwszej rundzie. W lipcu 2012 roku podpisał trzyletni kontrakt z Buffalo Sabres, jednak wskutek ogłoszonego lokautu w NHL od początku sezonu 2012/2013 nadal występował w klubie z Québecu. Po wznowieniu sezonu w sezonie NHL (2012/2013) zadebiutował w lidze NHL 20 stycznia 2013 roku i od tego czasu występuje w zespole Sabres. W międzyczasie w kwietniu 2013 został tymczasowo przekazany do zespołu farmerskiego, Rochester Americans, w lidze AHL. Od końca czerwca 2015 zawodnik Colorado Avalanche (wraz z nim jego rodak Nikita Zadorow). Odszedł z klubu w połowie 2017. Od lipca 2017 zawodnik CSKA Moskwa, związany trzyletnim kontraktem. W kwietniu 2020 został zawodnikiem Columbus Blue Jackets, podpisując roczną umowę. W lipcu 2020 potwierdzono tę informację. Na początku lipca 2021 ogłoszono jego powrotny transfer do CSKA. W maju 2024 przeszedł do SKA Sankt Petersburg, a w lipcu 2025 do Traktora Czelabińsk.

## Kariera reprezentacyjna
Został reprezentantem Rosji. Uczestniczył w turniejach mistrzostw świata do lat 17 w 2010, do lat 18 edycji 2011, do lat 20 edycji 2012, 2013, 2014. W ramach ekipy olimpijskich sportowców z Rosji brał udział w turnieju zimowych igrzysk olimpijskich 2018. W seniorskiej kadrze Rosji uczestniczył w turniejach mistrzostw świata edycji 2018, 2019. W składzie reprezentacji Rosyjskiego Komitetu Olimpijskiego (ang. ROC) brał udział w turnieju MŚ edycji 2021. W barwach reprezentacji Rosyjskiego Komitetu Olimpijskiego uczestniczył w turnieju zimowych igrzysk olimpijskich 2022.

## Sukcesy i wyróżnienia

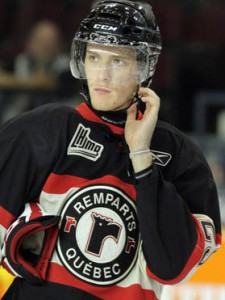
Michaił Grigorienko w barwach Quebec Remparts (2012)

Reprezentacyjne
- Brązowy medal mistrzostw świata juniorów do lat 18: 2011
- Srebrny medal mistrzostw świata juniorów do lat 20: 2012
- Brązowy medal mistrzostw świata juniorów do lat 20: 2013, 2014
- Złoty medal zimowych igrzysk olimpijskich: 2018
- Brązowy medal mistrzostw świata: 2019
- Srebrny medal zimowych igrzysk olimpijskich: 2022

Klubowe
- Puchar Charłamowa – mistrzostwo MHL: 2011 z Krasnaja Armija Moskwa
- Puchar Kontynentu: 2019 z CSKA Moskwa
- Puchar Gagarina – mistrzostwo KHL: 2019, 2022, 2023 z CSKA Moskwa
- Złoty medal mistrzostw Rosji: 2019, 2020, 2022, 2023 z CSKA Moskwa

Indywidualne
- Mistrzostwa świata do lat 18 w hokeju na lodzie mężczyzn 2011:
  - Pierwsze miejsce w klasyfikacji asystentów turnieju: 14 asyst
- QMJHL / CHL (2011/2012):
  - Piąte miejsce w klasyfikacji strzelców w sezonie zasadniczym QMJHL: 40 goli[14]
    - Pierwsze miejsce w klasyfikacji strzelców wśród pierwszoroczniaków w sezonie zasadniczym QMJHL: 40 goli

  - Drugie miejsce w klasyfikacji asystentów w sezonie zasadniczym QMJHL: 45 asyst[15]
  - Pierwsze miejsce w klasyfikacji kanadyjskiej wśród pierwszoroczniaków w sezonie zasadniczym QMJHL: 85 punktów[16]
  - Michel Bergeron Trophy – najlepszy ofensywny pierwszoroczniak QMJHL
  - Mike Bossy Trophy – najlepiej zapowiadający się profesjonalista QMJHL
  - Pierwszy skład gwiazd QMJHL
  - Coupe RDS – najlepszy pierwszoroczniak sezonu QMJHL
  - Najlepszy pierwszoroczniak sezonu CHL
  - CHL Top Prospects Game
- Mistrzostwa Świata Juniorów w Hokeju na Lodzie 2013/Elita:
  - Jeden z trzech najlepszych zawodników reprezentacji
- Mistrzostwa Świata Juniorów w Hokeju na Lodzie 2014/Elita:
  - Drugie miejsce w klasyfikacji strzelców turnieju: 5 goli[17]
  - Jeden z trzech najlepszych zawodników reprezentacji na turnieju[18]
- KHL (2017/2018):
  - Dwa gole w wygranym meczu CSKA – SKA (3:2), przesądzającym o awansie do finału KHL[19][20]
  - Najlepszy napastnik etapu – finały konferencji[21]
  - Trzecie miejsce w klasyfikacji strzelców w fazie play-off: 9 goli
  - Piąte miejsce w punktacji kanadyjskiej w fazie play-off: 13 asyst
- KHL (2018/2019):
  - Najlepszy napastnik etapu – finał o Puchar Gagarina[22]
  - Najlepszy napastnik miesiąca – kwiecień 2019[23]
  - Pierwsze miejsce w klasyfikacji strzelców w fazie play-off: 13 goli
    - Drugie miejsce w klasyfikacji strzelców zwycięskich goli meczowych w fazie play-off: 4 gole

  - Pierwsze miejsce w klasyfikacji kanadyjskiej w fazie play-off: 21 punktów
  - Złoty Kask (przyznawany sześciu zawodnikom wybranym do składu gwiazd sezonu)
- KHL (2021/2022):
  - Trzecie miejsce w klasyfikacji strzelców w fazie play-off: 8 goli
- KHL (2022/2023):
  - Najlepszy napastnik miesiąca – luty 2023[24]
  - Pierwsze miejsce w klasyfikacji strzelców w fazie play-off: 12 goli
  - Trzecie miejsce w klasyfikacji asystentów w fazie play-off: 13 asyst
  - Pierwsze miejsce w klasyfikacji kanadyjskiej w fazie play-off: 25 punktów
  - Najlepszy napastnik etapu – finały konferencji[25]
  - Mistrz Play-off – Najbardziej Wartościowy Gracz (MVP) fazy play-off
  - Złoty Kask (przyznawany sześciu zawodnikom wybranym do składu gwiazd sezonu)

Wyróżnienie
- Zasłużony Mistrz Sportu Rosji w hokeju na lodzie (2018)[26]

Odznaczenie
- Order Przyjaźni (27 lutego 2018)[27]